# 细茎翠雀花
细茎翠雀花（学名：Delphinium nortonii）是毛茛科翠雀属的植物。分布在尼泊尔、锡金以及中国大陆的西藏等地，生长于海拔5,000米的地区，多生长在生林间草地，目前尚未由人工引种栽培。